# Dwyane Wade
Dwyane Wade Jr. (sinh ngày 17 tháng 1 năm 1982) là một cựu vận động viên bóng rổ chuyên nghiệp của Mỹ dành phần lớn thời gian sự nghiệp chơi cho Miami Heat và có được 3 chức vô địch NBA. Sau sự nghiệp bóng rổ đại học thành công tại Marquette, Wade là pick thứ 5 trong NBA Draft 2003 (Miami Heat chọn). Anh đã có tên trong đội hình All-Rookie và All Stars trong 0 mùa giải tiếp theo. Trong mùa giải thứ ba của mình, Wade dẫn dắt Heat đến vị trí vô địch NBA đầu tiên của họ trong lịch sử nhượng quyền và được bầu chọn là NBA Finals MVP 2006. Tại Thế vận hội Mùa hè 2008, Wade đã dẫn dắt đội tuyển bóng rổ nam quốc gia Hoa Kỳ, thường được gọi là "Đội Cứu rỗi", trong ghi điểm, và đã giúp họ đoạt được huy chương vàng ở Bắc Kinh. Trong mùa giải 2008-09, Wade đã đứng đầu danh sách ghi điểm và giành danh hiệu ghi điểm đầu tiên cũng như duy nhất LeBron James và Chris Bosh, Wade đã dẫn dắt Miami tới bốn series chung kết NBA liên tiếp từ năm 2011 đến năm 2014, và giành được chức vô địch liên tiếp vào năm 2012 và 2013. Năm 2016, Wade rời khỏi Heat để trở thành cầu thủ tự do rồi tới chơi cho đội bóng quê nhà là Chicago Bulls, tiếp đó là rời Bulls sau một mùa giải để tham gia Cavaliers. Tới giữa mùa giải 2017-2018 thì Wade từ giã Cleverland Cavaliers để quay về với đội bóng thân yêu là Miami Heat để chơi bóng nốt phần còn lại của sự nghiệp. Anh đã chơi ko hay nên phải giải nghệ vào đầu năm 2019.

## Tiểu sử
Dwyane Wade sinh ở South Side of Chicago, Illinois, trong gia đình của JoLinda và Dwyane Wade Sr.